# Béni Mellal-Khénifra
La regió de Béni Mellal-Khénifra (en àrab جهة بني ملال خنيفرة, jihat Banī Mallāl Ḫanīfra; en amazic ⵜⴰⵏⴱⴰⴹⵜ ⵏ ⴰⵢⵜ ⵎⵍⵍⴰⵍ ⵅⵏⵉⴼⵔⴰ) és una de les dotze noves regions en que s'ha organitzat el Marroc després de la reforma administrativa de 2015. La seva capital és Beni Mellal. Reagrupa l'antiga regió de Tadla-Azilal i les províncies de Khénifra i de Khouribga.

## Demografia
En 2014 a població de la regió de Beni Mellal-Khénifra era de 2.520.776 habitants, el que representa el 7,4% de la població total del Marroc. La població rural predomina amb un 51% mentre que a nivell nacional és del 49,6%.

## Subdivisions
La regió de Béni Mellal-Khénifra aplega cinc províncies :
- la província de Béni Mellal
- la província d'Azilal
- la província de Fquih Ben Salah
- la província de Khénifra
- la província de Khouribga.

La regió de Béni Mellal-Khénifra limita a l'oest amb les regions de Casablanca-Settat i Marràqueix-Safi, al sud per la de Drâa-Tafilalet, a l'est per la Regió Oriental i al nord per les regions de Fes-Meknès i Rabat-Salé-Kenitra.